# Psylla indica
Psylla indica är en insektsart som först beskrevs av Yang 1984.  Psylla indica ingår i släktet Psylla och familjen rundbladloppor. Inga underarter finns listade i Catalogue of Life.